# 和田昌久
和田 昌久（わだ まさひさ）は、日本の化学者。京都大学大学院農学研究科森林科学専攻長・教授。

## 人物・経歴
1991年東京農工大学農学部林産学科卒業。1993年東京大学大学院農学系研究科林産学専攻修士課程修了、修士（農学）。1994年同博士課程中退、東京大学大学院農学生命科学研究科生物材料科学専攻助手。1997年博士（農学）。2000年東京大学大学院農学生命科学研究科生物材料科学専攻講師。2004年同助教授。2007年同准教授。2014年京都大学大学院農学研究科森林科学専攻准教授。2018年同教授。2021年京都大学大学院農学研究科森林科学専攻長、京都大学農学部森林科学科長。

## 受賞
- 日本木材学会奨励賞 1998年[4]
- セルロース学会奨励賞 2003年[4]
- セルロース学会賞 2012年[4]